# ACCA 13-Territory Inspection Department
ACCA: Jusan-ku Kansatsu-ka (яп. ACCA13区監察課 АККА: Дзюсан-ку Кансацу-ка, букв.«АККА: Отдел инспекций 13 округов») — сэйнэн-манга, написанная и проиллюстрированная Нацумэ Оно. Публиковалась в ежемесячном журнале Big Gangan издательства Square Enix с 25 июня 2013 года по 25 октября 2016 года. Премьера аниме-адаптации производства студии Madhouse состоялась 10 января 2017 года.

## Сюжет
Королевство Дова разделено на 13 автономных округов, в каждом из них действуют всевозможные учреждения и службы, которые в свою очередь находятся под контролем организации, известной как АККА. Джин Отас — заместитель главы одной из таких служб, Отдела Инспекций, имеющей филиалы в каждом из 13 округов, с центральным офисом в столице. Они отслеживают всю деятельность АККА, а также занимаются сбором и хранением данных о ней. Сам Джин, по долгу службы, часто отправляется в командировки с проверками по всему королевству.

## Персонажи

### Главные герои
Джин Отас (яп. ジーン・オータス Дзи:н О:тасу) — главный герой истории, заместитель главы центрального офиса Отдела Инспекций, также известен как Курильщик Джин. Он весьма умён, обычно имеет поникший и отстранённый вид. Всегда носит с собой свой фирменный портсигар, любит хлеб и клубнику. Живет Джин вместе с сестрой на верхнем этаже роскошного дома, находящегося в центре города. Он часто выказывает недовольство своей работой в АККА и даже несколько раз подавал запросы на перевод, однако Гроссулар отрицает это и утверждает, что никаких запросов не поступало. Джин является сыном принцессы Шнэ, второй принцессы королевства Дова, дочери короля Фалька II, и Карла Отаса.
Сэйю: Хиро Симоно
Нино (яп. ニーノ Ни:но) — близкий друг Джина ещё со школьной скамьи. Работает, как все полагают, независимым репортёром, любит мотоциклы и шоколад. На самом деле является офицером Министерства Внутренних Дел АККА, структуры, которая находится вне юрисдикции даже Отдела Инспекций. Его кодовое имя — Кроу(англ. Crow). Когда родились Джин и Лотта, стал помогать отцу выполнять слежку за семьёй Отас. Познакомился с Джином в старшей школе, в которую его зачислил отец несмотря на то, что Нино уже исполнилось 25 лет. После крушения поезда он решил продолжить работу отца и стал заботиться о брате с сестрой, потерявших своих родителей. Также был приставлен Гроссуларом к Джину, чтобы следить за ним и обо всем докладывать непосредственно Совету Директоров АККА.
Сэйю: Кэндзиро Цуда
Лотта Отас (яп. ロッタ・オータス Ротта О:тасу) — младшая сестра Джина. Является управляющей в доме, котором они оба живут и сдают остальные квартиры в аренду.
Сэйю: Аой Юки

## Медиа-издания

### Манга
Манга авторства Нацумэ Оно начала публиковаться в ежемесячном журнале Big Gangan издательства Square Enix с 25 июня 2013 года. Её выпуск закончился 25 октября 2016 года. Серия издана в шести томах, первый был опубликован 25 ноября 2013 года, а шестой и последний 24 декабря 2016 года.

#### Список томов
| № | Дата публикации       | ISBN                   |
| - | --------------------- | ---------------------- |
| 1 | 25 ноября 2013 года   | ISBN 978-4-75-754149-8 |
| 2 | 25 июля 2014 года     | ISBN 978-4-75-754370-6 |
| 3 | 24 января 2015 года   | ISBN 978-4-75-754544-1 |
| 4 | 25 сентября 2015 года | ISBN 978-4-75-754745-2 |
| 5 | 25 мая 2016 года      | ISBN 978-4-75-754994-4 |
| 6 | 24 декабря 2016 года  | ISBN 978-4-75-755201-2 |

### Аниме
О создании аниме-адаптации было объявлено в мае 2016 года. Её режиссером стал Синго Нацумэ, сценарий написал Томохиро Судзуки, анимацией занималась студия Madhouse, за дизайн персонажей отвечал Норифуми Кугаи, а композитором стал Рё Такахаси. Премьера сериала состоялась 10 января 2017 года, он транслировался на телеканалах Tokyo MX, SUN, KBS, TSC, BS11.
Открывающую композицию «Shadow and Truth» исполнила группа ONE III NOTES, а закрывающую Pale Moon ga Yureteru (яп. ペールムーンがゆれてる) Айра Юки.
ONA Acca-kun no ACCA Koza (яп. アッカァくんのACCA講座 букв.«Экскурс Акка-куна по АККА») производства студии W-Toon Studio начала свой выпуск на официальном твиттере аниме в ноябре 2016 года. Её главным героем является оригинальный персонаж-талисман по имени Акка-кун (яп. アッカァくん), которого озвучил Аюму Мурасэ.

#### Список серий
| № серии | Название | Трансляция в Японии  |
| ------- | --- | -------------------- |
| 1       | Курильщик Джин «Морай Табако но Дзи:н» (もらいタバコのジーン)                                                           | 10 января 2017 года  |
| 2       | Сообщник по имени Нино «Акую (Томо) но На ва Ни:но» (悪友（とも）の名はニーノ)                                          | 17 января 2017 года  |
| 3       | Закрученная дымка слухов в замке «Сиро ни Тадаё: Уваса но Кэмури» (城にただよう噂の煙)                                  | 24 января 2017 года  |
| 4       | Тлеющие угольки в изолированной стране «Тодзасарэта "Куни" но Кусубури» (閉ざされた『国』のくすぶり)                    | 31 января 2017 года  |
| 5       | Пересекающиеся вдали следы «Сисэн но Саки, Омонару Асиато» (視線の先、重なる足跡)                                       | 7 февраля 2017 года  |
| 6       | Куда ведут гордость и рельсы «Сэнро то Хокори но Мукау саки» (線路と誇りの向かう先)                                     | 14 февраля 2017 года |
| 7       | Правда, всплывающая в ночном тумане «Ёгири ни Укабу Синдзицу» (夜霧にうかぶ真実)                                        | 21 февраля 2017 года |
| 8       | Принцесса, расправившая крылья, и друг с долгом «Цубаса о Хирогэта Одзё то Томо но Цутомэ» (翼を広げた王女と友のつとめ) | 28 февраля 2017 года |
| 9       | Изящная гадюка обнажает свои клыки «Киба о Муку Ю:бина Куро Хэби» (牙を剥く優美な黒蛇)                                  | 7 марта 2017 года    |
| 10      | Звездопад в городе, где нет неба «Сора но Най Мати ни Фуру Хоси» (空のない街に降る星)                                   | 14 марта 2017 года   |
| 11      | Цветы Фуравау с ароматом злого умысла «Фуравау но Хана ва Акуй но Каори» (フラワウの花は悪意の香り)                     | 21 марта 2017 года   |
| 12      | Края птицы «Тори но Юкуэ» (鳥の行方)                                                                                    | 28 марта 2017 года   |